# Saturday Supercade
Saturday Supercade var en animerad TV-serie som producerades av Ruby-Spears Productions för CBS, och sändes om lördagsmornarna 1983-1985. Varje avsnitt bestod av korta berättelser baserade på de mest uppmärksammade arkadspelen. Mario dök som en av personerna i de segment som baserades på Donkey Kong. Övriga episoder baserades på figurgalleriet från spelen Frogger, Pitfall!, Q*Bert, Donkey Kong Jr., Space Ace och Kangaroo.

## Avsnitt

### Frogger
1. The Ms. Fortune Story (17 september 1983)
2. Spaced Out Frogs (24 september 1983)
3. The Who-Took-Toadwalker Story (1 oktober 1983)
4. Hydrofoil & Seek (8 oktober 1983)
5. The Great Scuba Scoop (15 oktober 1983)
6. The Headline Hunters (22 oktober 1983)
7. The Legs Croaker Story (29 oktober 1983)
8. The Blackboard Bungle (5 november 1983)
9. Good Knight, Frogger (12 november 1983)
10. Fake Me Out to the Ball Game (19 november 1983)
11. I Remember Mummy (26 november 1983)
12. Here Today, Pawned Tomorrow (3 december 1983)
13. Hop-Along Frogger (10 december 1983)

### Donkey Kong
1. Mississippi Madness (17 september 1983)
2. Gorilla Gangster (24 september 1983)
3. Banana Bikers (1 oktober 1983)
4. The Incredible Shrinking Ape (8 oktober 1983)
5. Movie Mania (15 oktober 1983)
6. Gorilla My Dreams (22 oktober 1983)
7. Little Orphan Apey (29 oktober 1983)
8. Circus Daze (5 november 1983)
9. The Great Ape Escape (12 november 1983)
10. Apey and the Snowbeast (19 november 1983)
11. How Much is That Gorilla in the Window? (26 november 1983)
12. Private Donkey Kong (3 december 1983)
13. Get Along Little Apey (10 december 1983)
14. Sir Donkey Kong (8 september 1984)
15. The Pale Whale (15 september 1984)
16. El Donkey Kong (22 september 1984)
17. New Wave Ape (29 september 1984)
18. Greenhouse Gorilla (6 oktober 1984)
19. Hairy Parent (13 oktober 1984)

### Q*bert
1. Disc Derby Fiasco (1 oktober 1983)
2. The Great Q*Tee Contest (15 oktober 1983)
3. Q*Ball Rigamarole (29 oktober 1983)
4. Crazy Camp Creature (12 november 1983)
5. Thanksgiving for the Memories (26 november 1983)
6. Dog Day Dilemma (10 december 1983)
7. Take Me Out to the Q*Game (8 september 1984)
8. Noser P.I. (15 september 1984)
9. Hook, Line, and Mermaid (22 september 1984)
10. Q*Historic Days (29 september 1984)
11. Q*bert's Monster Mix-Up (6 oktober 1984)
12. Game Shoe Woe (13 oktober 1984)
13. The Wacky Q*Bot (20 oktober 1984)
14. Q*Beat It (27 oktober 1984)
15. Q*Urf's Up (3 november 1984)
16. Little Green Noser (10 november 1984)
17. Rebel Without a Q*Ause (17 november 1984)
18. Looking For Miss Q*Right (24 november 1984)
19. The Goofy Ghostgetters (1 december 1984)

### Donkey Kong Jr.
1. Trucknapper Caper (17 september 1983)
2. Sheep Rustle Hustle (24 september 1983)
3. Rocky Mountain Monkey Business (1 oktober 1983)
4. Magnificent 7-Year-Olds (8 oktober 1983)
5. The Ventriloquist Caper (15 oktober 1983)
6. The Great Seal Steal (22 oktober 1983)
7. The Jungle Boy Ploy (29 oktober 1983)
8. Junior Meets Kid Dynamo (5 november 1983)
9. Amazing Rollerskate Race (12 november 1983)
10. A Christmas Story (19 november 1983)
11. Gorilla Ghost (26 november 1983)
12. Teddy Bear Scare (3 december 1983)
13. Double or Nothing (10 december 1983)

### Pitfall!
1. Pitfall's Panda Puzzle (17 september 1983)
2. Amazon Jungle Bungle (24 september 1983)
3. Raiders of the Lost Shark (8 oktober 1983)
4. Tibetan Treasure Trouble (22 oktober 1983)
5. Masked Menace Mess (5 november 1983)
6. The Sabretooth Goof (19 november 1983)
7. The Pyramid Panic (3 december 1983)

### Space Ace
1. Cute Groots (8 september 1984)
2. Cosmic Camp Catastrophe (15 september 1984)
3. Dangerous Decoy (22 september 1984)
4. Moon Missile Madness (29 september 1984)
5. Perilous Partners (6 oktober 1984)
6. Frozen in Fear (13 oktober 1984)
7. Age Ray Riot (20 oktober 1984)
8. Wanted: Dexter! (27 oktober 1984)
9. Phantom Shuttle (3 november 1984)
10. Spoiled Sports (10 november 1984)
11. Calamity Kimmie (17 november 1984)
12. Three-Ring Rampage (24 november 1984)
13. Infanto Fury (1 december 1984)

### Kangaroo
1. Trunkfull of Trouble (8 september 1984)
2. Zoo for Hire (15 september 1984)
3. Bat's Incredible (22 september 1984)
4. The White Squirrel of Dover (29 september 1984)
5. The Birthday Party (6 oktober 1984)
6. Having a Ball (13 oktober 1984)
7. The Tail of the Cowardly Lion (20 oktober 1984)
8. It's Carnival Time (27 oktober 1984)
9. Lost and Found (3 november 1984)
10. Joey and the Beanstalk (10 november 1984)
11. Zoo's Who (17 november 1984)
12. The Egg and Us (24 november 1984)
13. The Runaway Panda (1 december 1984)

## Hemvideo
Den 3 november 2015 släpptes "The Best of Q-Bert" på DVD i USA.

### Fotnoter
1. ↑  hämtat från: portugisiskspråkiga Wikipedia.[källa från Wikidata]
2. ↑  ”The Best of Q-Bert” (på engelska). TV Shows on DVD. 3 november 2015. Arkiverad från originalet den 7 december 2015. https://web.archive.org/web/20151207182015/http://www.tvshowsondvd.com/releases/Qbert-Best-Of-Release/15953. Läst 1 december 2015.